# Break My Stride
Break My Stride is een nummer van de Amerikaanse muzikant Matthew Wilder, uitgebracht als eerste single van zijn debuutalbum I Don't Speak the Language uit 1983. Op 31 oktober dat jaar werd de single eerst uitgebracht in Wilders thuisland de VS en Canada en in januari 1984 in Europa, Oceanië en Zuid-Afrika.
Het nummer is geschreven door Matthew Wilder en Greg Prestopino en werd door meerdere artiesten gecoverd, waaronder Unique II in 1996 en Blue Lagoon in 2004.

## Achtergrond
De plaat werd wereldwijd een hit. In Wilders thuisland de Verenigde Staten werd de 5e positie bereikt in de Billboard Hot 100. In Canada werd eveneens de 5e positie bereikt, in Nieuw-Zeeland en Ierland de 3e en in Australië de 6e positie, Zuid-Afrika de 4e, Duitsland de 7e, Oostenrijk de 8e, Zwitserland de 22e, Zweden de 14e, Finland de 18e. In het Verenigd Koninkrijk bereikte de plaat de 4e positie in de UK Singles Chart. In Noorwegen bereikte de plaat zelfs de nummer 1-positie.
In Nederland werd de plaat op maandag 13 februari 1984 door dj Frits Spits en producer-invaller Tom Blomberg in het radioprogramma De Avondspits verkozen tot de 284e NOS Steunplaat van de week op Hilversum 3 en werd een gigantische hit in de destijds drie landelijke hitlijsten op de nationale publieke popzender. De plaat bereikte de 3e positie in de Nederlandse Top 40, de 5e positie in de Nationale Hitparade en de 4e positie in de TROS Top 50. In de Europese hitlijst op Hilversum 3, de TROS Europarade, werd de 3e positie bereikt.
In België bereikte de plaat de 2e positie in de Vlaamse Radio 2 Top 30 en de 3e positie in de voorloper van de Vlaamse Ultratop 50. In Wallonië werd géén notering behaald.
In de sinds december 1999 jaarlijks uitgezonden Top 2000 van de Nederlandse publieke radiozender NPO Radio 2 stond de plaat uitsluitend in 1999, 2002 en van 2020 t/m 2022 in de lijst der lijsten genoteerd, met als hoogste notering een 1026e positie in 2002.

## Bezetting
- Matthew Wilder – zang, Prophet-5
- Bill Elliott – Prophet-5
- Dennis Herring – gitaar
- Peter Bunetta – drum, percussie
- John Gilston – drum
- Greg Prestopino – achtergrondzang
- Joe Turano – achtergrondzang

## Hitnoteringen

### Nederlandse Top 40
| Positie: | 18 | 7 | 5 | 4 | 3 | 4 | 9 | 15 | 27 | uit |

### Nationale Hitparade
| Positie: | 19 | 12 | 5 | 9 | 8 | 16 | 24 | 32 | 46 | uit |

### TROS Top 50
Hitnotering: 23-02-1984 t/m 26-04-1984. Hoogste notering: #4 (2 weken).

### TROS Europarade
Hitnotering: 12-02-1984 t/m 20-05-1984. Hoogste notering; #3 (1 week).

### NPO Radio 2 Top 2000
| Nummer met noteringen in de NPO Radio 2 Top 2000 | '99  | '00-'01 | '02  | '03-'19 | '20  | '21  | '22  |
| ------------------------------------------------ | ---- | ------- | ---- | ------- | ---- | ---- | ---- |
| Break My Stride                                  | 1757 | -       | 1026 | -       | 1534 | 1712 | 1907 |

1. ↑  Een '-' betekent dat het nummer niet was genoteerd en een vetgedrukt getal geeft de hoogste notering aan.
2. ↑  Deze tabel is bijgewerkt tot en met de laatste editie (2024).